# ズヴェノ
ズヴェノ（ブルガリア語：Звено、意味：鎖の輪）とは、1927年にブルガリア軍の士官によって設立された政治かつ軍事団体である。当時は同名の新聞も発行されていた。
ズヴェノは国家再生を目指す超国家主義（ウルトラナショナリズム）的団体として、ソビエト連邦や枢軸国から独立を保った独裁政権が統治するブルガリアの経済機関や政治機関の合理化を説いた。
また、機能不全と見なした当時のブルガリアの政党制や、マケドニア系ブルガリア人の解放運動であった内部マケドニア革命組織のテロ活動を強く否定した。
1923年に発生したクーデター(1923年ブルガリアクーデター)や、アレクサンダル・スタンボリイスキ首相の殺人事件を行った右翼団体「軍事同盟」との近い関係もあった。
1934年に政権を取ったのはダミャン・ヴェルチェフ大佐やキモン・ゲオルギエフ大佐などの親ズヴェノ派の軍人であった。ゲオルギエフが首相になり、彼らは政党、政治組織、労働組合を全部廃止し内部マケドニア革命組織を公然と責めた。政治組織としてのズヴェノ自体も廃止された。
新政府はベニート・ムッソリーニ政権のイタリアに近いコーポラティズムを中心とした経済制度を導入したが、
ズヴェノの敵対者であったブルガリア王のボリス3世が、君主主義者でありズヴェノの一員であったペンチョ・ズラテフ大将の支援のもとにクーデターを決行(1934年ブルガリアクーデター)。1935年1月にズラテフが首相になったが、4月には民間人のアンドレイ・トシェフが首相の地位に就く。
1934年に起きたクーデターの後にズヴェノの支持者が直ちにフランスと同盟を結び、ブルガリアをユーゴスラビアと統一するつもりを発表した。ズヴェノのメンバーはブルガリアとアルバニアの領土も含む「総合ユーゴスラビア」を支持した。
1943年にはズヴェノは「祖国戦線」というブルガリアの反枢軸抵抗運動に参加。
1944年9月に祖国戦線はブルガリア共産党が率いたクーデターかつ反乱を図り、
ゲオルギエフが首相に復帰し、ヴェルチェフが防衛相の地位に就任。新政府はソ連との停戦契約を結ぶことになる。
1946年にヴェルチェフは共産党の行動への抗議として退任した一方、ゲオルギエフはブルガリア共産党の指導者であるゲオルギ・ディミトロフに後継し、ブルガリアは人民共和国になる。
ゲオルギエフは1962年まで政府に残るが、ズヴェノは1949年に主導的組織として廃止になる。以後も祖国戦線の一部分として存在し続けるが、傀儡組織に過ぎない。